# Grupo de Intervenção Socialista
O Grupo de Intervenção Socialista (GIS) foi um grupo de intervenção politica, criado imediatamente depois do 25 de Novembro de 1975, e com o fim do Processo Revolucionário em Curso (PREC), partiu de uma dissidência de vários elementos do Movimento de Esquerda Socialista (MES) por não se identificarem com o excessivo radicalismo que este estava a seguir.
O grupo criado e dirigido por Jorge Sampaio, juntamente com independentes de esquerda e ex-MES, formalizou a sua orientação política, com a fundação do Grupo de Intervenção Socialista (GIS), uma espécie de terceira via que procurava uma aliança entre os socialistas e as forças comunistas, lançando pontes entre o PS e o PCP  missão que se afigurava difícil face ao clima de quase guerra civil viivido no PREC. O grupo não pretendia ser um partido mas  antes uma plataforma de intervenção e acção politica. Mais conhecida por GIS, designação que nunca foi aceite de bom grado pelos seus membros, a nova formação tinha grande visibilidade na imprensa graças à presença quinzenal de  Jorge Sampaio no Expresso, com artigos de opinião publicados na coluna "Canto Esquerdo".
A sua formalização legal aconteceu a 4 de Março de 1976, uma semana antes do  2º Congresso do MES, de onde tinham saído, no 12º Cartório Notarial de Lisboa,  com os seguintes órgãos diretivos: Jorge Sampaio como Presidente do Secretariado da Comissão Directiva, tendo Nuno Brederode Santos e Jorge Vicente como Vice Presidentes e Armando Trigo de Abreu, Carvalho Afonso, Duarte Soares, Eduardo Prado Coelho, Francisco Teixeira Pereira Soares, Heitor Castanheira, João Cravinho, Luís Mourão, Luís Nunes de Almeida e Santos Lima, como vogais . O conselho de Conselho de Admissão era constituído por César de Oliveira, António Fonseca Ferreira, Joaquim Cavaqueiro Mestre, João Bénard da Costa, José Carlos Megre, Mário Semedo e Nuno Portas e o Conselho Fiscal por José Carlos Serras Gago, Jorge Amaral e Sampaio Cabral.
Nas vésperas das primeiras eleições legislativas, em abril de 1976, o GIS apelou ao "voto útil de esquerda", isto é, no PS ou no PCP e uns dias depois destas eleições, no decurso de uma conferência de Imprensa, dizia que "a esquerda deve apoiar o Partido Socialista, a única hipótese de esquerda saída das eleições" e que "se qualquer dos membros do Grupo de Intervenção Socialista, vier a ser convidado pelo P.S. a integrar o I Governo definitivo, o fará tendo em conta que se torna necessário encontrar uma saída para não agravar o sacrifício das classes trabalhadoras e velar pela independência nacional". Mário Soares repetiu a vitória das eleições do ano anterior para a Constituinte, mas ficou longe da maioria absoluta e empenhou-se na formação de um governo minoritário do PS sozinho. Sampaio, apostado em fazer funcionar a "maioria de esquerda" (o PCP ficara em 4.º lugar, com 14,4%, atrás do CDS), intitulou o comunicado da GIS em que fazia o balanço da votação "A social-democracia perdeu as eleições".
Em 1978, cerca de 36 membros do GIS aderem ao PS, por convite de Mário Soares, que então preparava o II Governo Constitucional, em coligação com o CDS.  No decorrer do processo, Mario Soares convida Sampaio para o lugar de Ministro da Saúde que recusa, dado que não concorda com o acordo parlamentar com o CDS.